# Hubertus-Stift

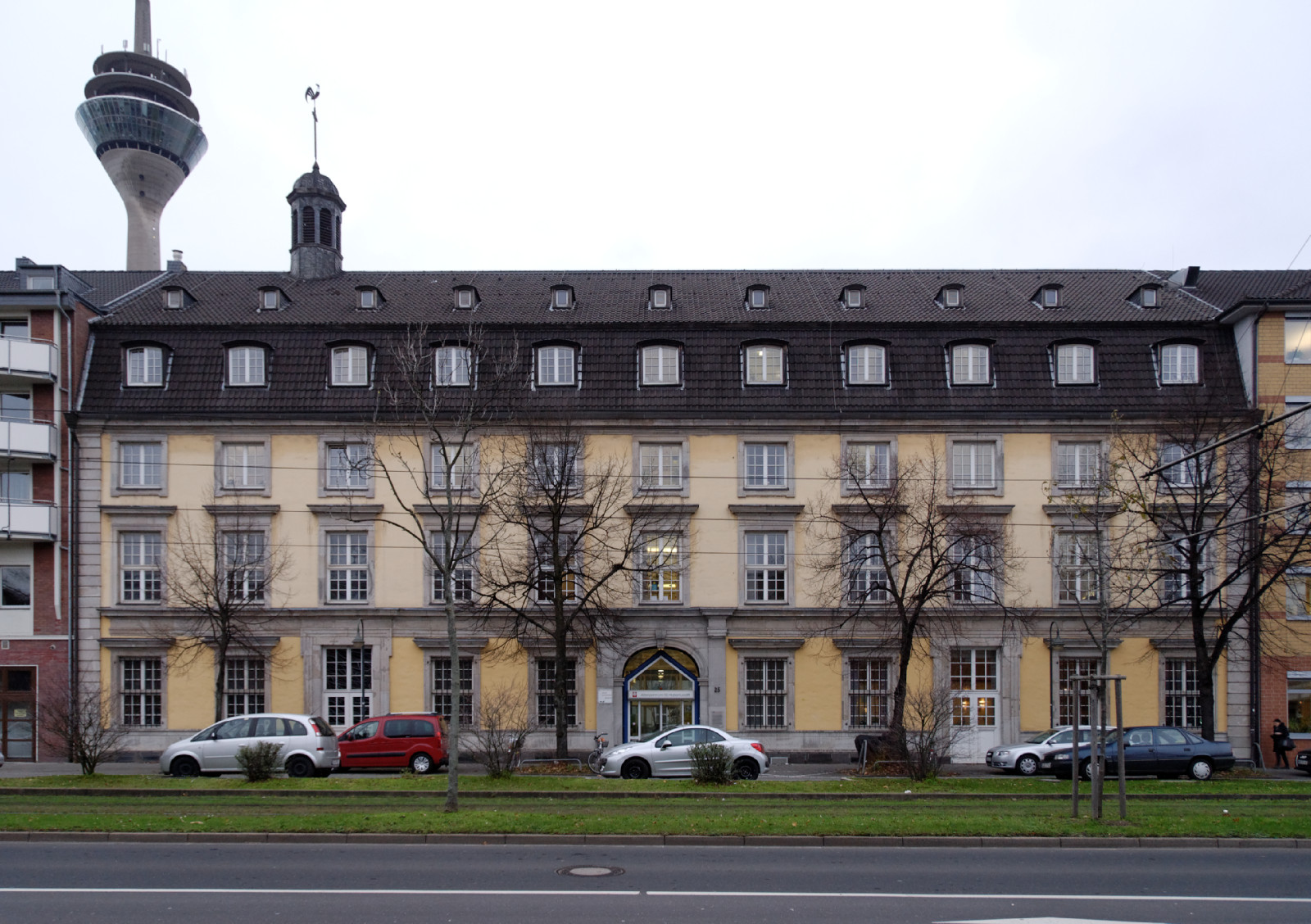
Hubertus-Stift (2010)

Der Gebäudekomplex Hubertus-Stift, aktuell genannt Caritas Altenzentrum St. Hubertusstift, an der Neusser Straße 25 und Hubertusstraße 3 in Düsseldorf-Unterbilk ist ein von der Caritas betriebenes katholisches Altenwohnheim.

## Geschichte

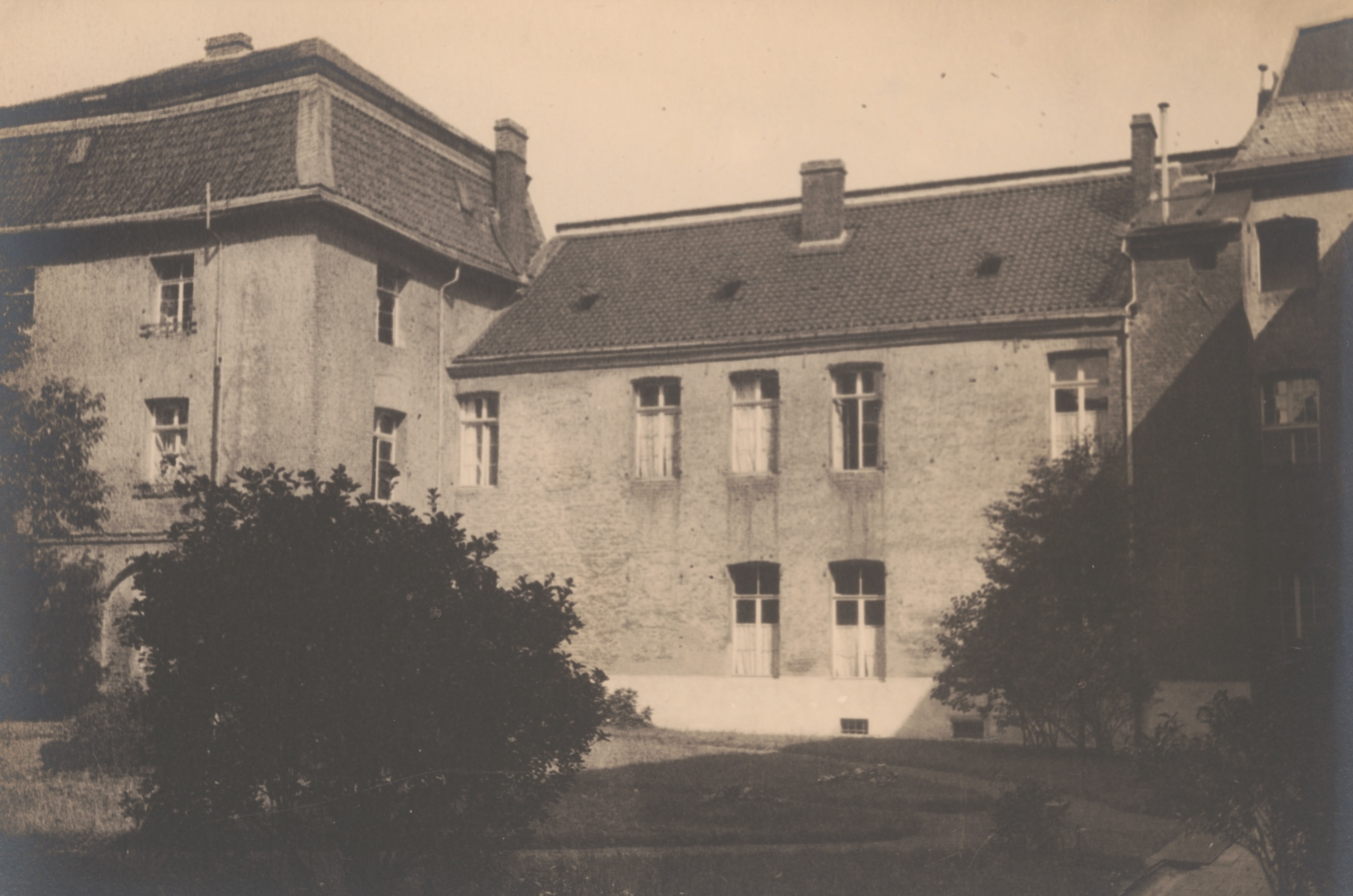
Hof des St. Hubertus-Stifts, Foto Erwin Quedenfeldt (1911)

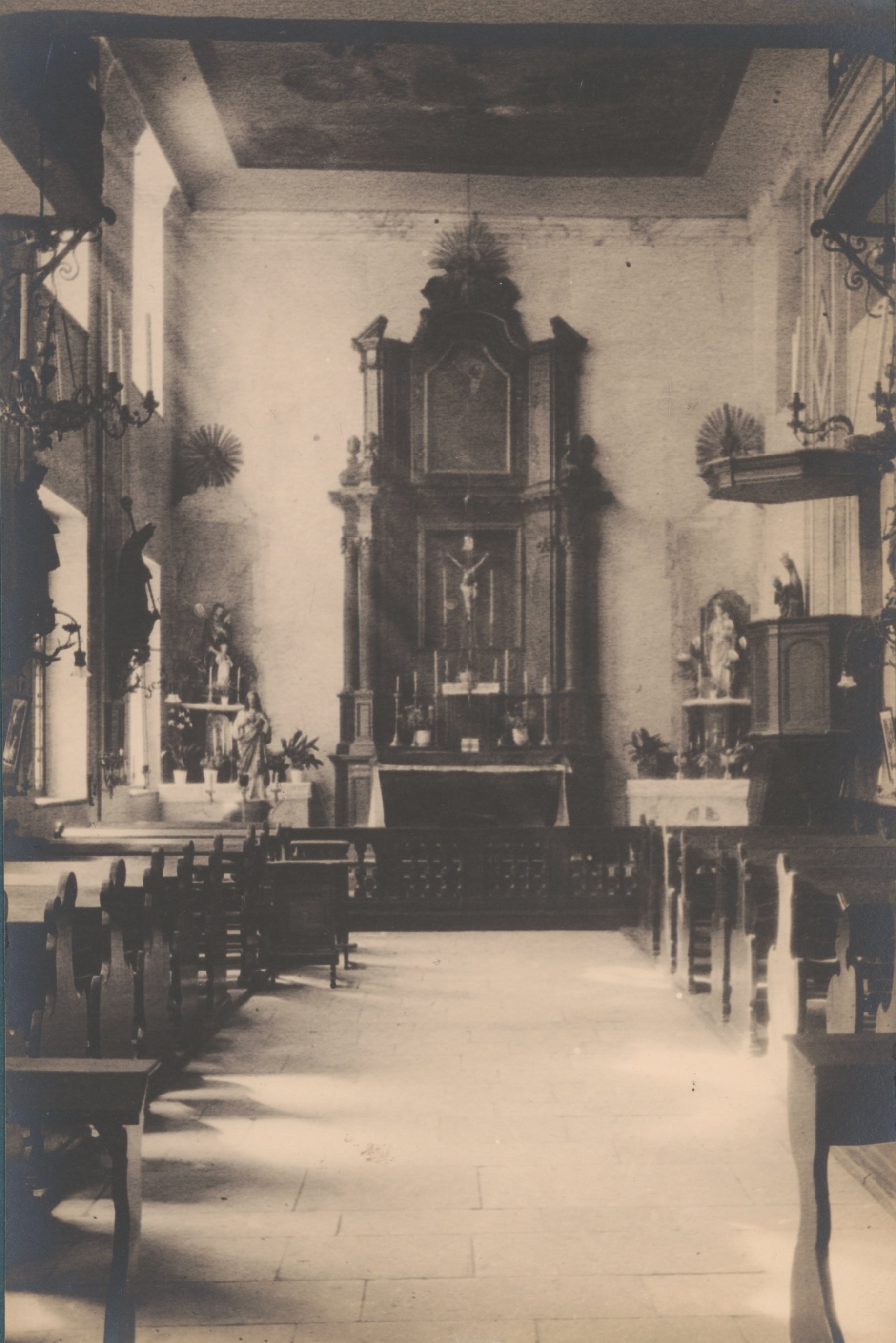
Kapelle an der Hubertusstraße, Foto Erwin Quedenfeldt (1911)

Das erste Hauptgebäude an der Neusser Straße wurde 1709–1712 nach Entwürfen von Jacob Dubois, einem Halbbruder Gabriel de Grupellos, im Stil des Barock als mehrflügeliges Wohnhaus mit Synagoge und Schule erbaut. Bauherr war der Hoffaktor Joseph Jacob van Geldern, genannt Juspa. 1758 wurde der Betsaal konfisziert.
Das allgemein „Judenhaus“ genannte Gebäude wurde von den Erben des J. J. van Geldern 1772 an den Hubertusorden verkauft. Das Hubertus-Hospital war bereits 1770 von der „Casernenstraße“ in dieses Haus in Bilk verlegt worden. Das Hubertus-Hospital seinerseits hatte zu diesem Zeitpunkt bereits eine mehrere Jahrhunderte lange Tradition. Es wurde bereits vor Beginn des 14. Jahrhunderts als St. Anna-Hospital im Bereich der Kreuzherrenkirche vor der ersten Stadtmauer gegründet und über eine „St. Annae-Vicarie“ finanziell unterhalten. Mitte des 15. Jahrhunderts wurde das Hospital zur Flinger Straße 1 verlegt und ab 1709 unter Namensänderung als „Hospital ad St. Hubertus“ in einem neuen Stadtgebiet im Bereich der späteren Kasernenstraße neu errichtet.
Die übertragenen Pfründen und Erbschaften des Hospitals reichten für die Betreuung von bis zu hundert Kranken aus. Infolge Okkupation und Annexion des Herzogtums Jülich auf dem linken Rheinufer verlor das Hospital nach 1796 alle dort gelegenen Pfründen. Im Zuge der Gründung des Großherzogtums Berg gingen nach 1806 auch noch einige rechtsrheinische Einkünfte verloren, die ebenfalls eingezogen wurden. Die finanziellen Mittel verringerten sich dadurch um zwei Drittel. Hierdurch musste aus finanziellen Gründen die Pflege Bedürftiger und Kranker nun stark eingeschränkt werden, und es konnten nur noch etwa 36 statt vorher etwa 100 Personen behandelt und betreut werden.
In die nun freien Räumen verlegte 1800 die Marianische Männersodalität ihre Aktivitäten der Krankenpflege aus den Reuterkasernen. 1802 wurde das Hospital zu Beginn der letzten Phase der Wittelsbacher Herrschaft im Herzogtum Berg zu „Max-Joseph-Hospital“ umbenannt. Diese Namensänderung wurde aber 1808 unter französischer Herrschaft im Großherzogtum Berg wieder revidiert. Weiterhin wurde die finanzielle Unterstützung für das Hospital 1809 weitgehend von der neu gegründeten „Central-Armen-Verwaltung“ übernommen, da durch die Säkularisation und Änderungen der politischen Verhältnisse viele der bisherigen Einkünfte des Hubertusstiftes fortgefallen waren. Es folgten weitere Verlegungen sozialer Einrichtungen, wie das „Alt-Männerhaus“ und das „Alt-Frauenhaus“, in das Gebäude des St.-Hubertus-Hospitals.
In der Preußenzeit 1816 folgte noch die zusätzliche Verlegung pflegebedürftiger „syphilistischer Frauen“ in das Gebäude. Allerdings unterstützte inzwischen der Hubertusorden nur noch den Bereich „Betreuung alter armer Frauen“.  Die „Central-Armen-Verwaltung“ hatte alle Krankenhausaktivitäten übernommen, die wieder unter der Bezeichnung „Max-Joseph-Krankenhaus“ erfasst wurden. Zudem mussten die Leistungen des Hubertusordens immer stärker eingeschränkt werden, da dessen finanziellen Einkünfte sich verringerten. 1817 reichten deshalb die Mittel nur noch für die Betreuung von insgesamt 25 Personen.
Nach der Errichtung des katholischen Marienhospitals in der zweiten Hälfte des 19. Jahrhunderts in Düsseldorf wurde das Max-Joseph-Krankenhaus nicht mehr benötigt, da alle kranken und katholischen Patienten in diesem neuen Hospital behandelt werden konnten. Die Stadtverordneten der Stadt beschlossen deshalb 1863 die vollständige Einstellung des Krankenhausbetriebes und die Umwandlung in ein katholisches Pflege- und Altenheim. Die Betreuung der Insassen übernahmen die Schwestern vom Orden der Christenserinnen. Für die Unterbringung der Ordensschwestern wurde auf der Hubertusstraße 3/5 ein Kloster mit Kapelle errichtet.
1927 wurde die Kapazität des Hubertusstifts vergrößert und ein moderner neuer Querflügel auf der Hubertusstraße 3a gebaut. 1942 und 1943, durch Luftangriff im letzten Weltkrieg, wurde alle Gebäude stark beschädigt. Nach der Zerstörung konnten Insassen und Schwestern bis zur Verlegung nach Oberkassel in andere Räume für einige Wochen nur noch die Kellerräume der weniger stark beschädigten Seitengebäude benutzen.
Nach Kriegsende wurden ab 1945 bis 1956 die Gebäude in mehreren Bauabschnitten instand gesetzt. Bereits bis Ende 1945 konnten wieder 24 Personen aufgenommen werden. Bis 1949 wurde eine Kapazität in den weniger beschädigten Querflügeln auf 45 Insassen plus 5 Schwestern erreicht. 1971 bis 1973 wurde ein zusätzlicher Neubau an der Hubertusstraße 3 errichtet. Es folgte von 1987 bis 1991 eine grundlegende Sanierung und Modernisierung der gesamten Anlage. Ab 1996 wurde die Verwaltung und der Betrieb des „Seniorenheimes Hubertusstift“ durch den Caritasverband übernommen.
Das Hauptgebäude des Seniorenheimes auf der Neusser Straße wurde am 26. November 1984 in die Liste der denkmalgeschützten Gebäude in Düsseldorf-Unterbilk aufgenommen.